# NGC 2158
NGC 2158 je velmi stará otevřená hvězdokupa v souhvězdí Blíženců. Od Země je vzdálená asi 16 500 světelných let.

## Pozorování

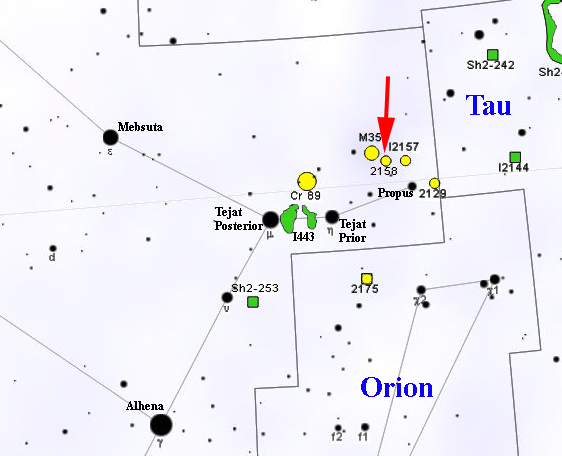
Poloha NGC 2158 v souhvězdí Blíženců

Hvězdokupa se dá snadno vyhledat přibližně půl stupně jihozápadně od známé jasné hvězdokupy Messier 35. Její hvězdy jsou velmi slabé, ty nejjasnější mají 12. hvězdnou velikost, výjimku tvoří jedna hvězda 10. hvězdné velikosti. Malé dalekohledy proto nedokážou hvězdokupu rozložit na jednotlivé hvězdy a ukážou ji pouze jako velmi malý mlhavý objekt. Hvězdokupu dokážou částečně rozložit až větší dalekohledy s průměrem 200 mm při velkém zvětšení.
Hvězdokupa má mírnou severní deklinaci a její poloha tak mírně zvýhodňuje pozorovatele ze severní polokoule, ale cirkumpolární je tam až ve velmi vysokých zeměpisných šířkách. Na jižní polokouli je její pozorování ztíženo až v oblastech položených ve vysokých jižních zeměpisných šířkách. Nejvhodnější období pro její pozorování na večerní obloze je od října do března.

## Historie pozorování
Hvězdokupu objevil William Herschel 16. listopadu 1784 pomocí zrcadlového dalekohledu o průměru 18,7 palce. Jeho syn John ji později znovu pozoroval a zařadil ji do svého katalogu mlhovin a hvězdokup General Catalogue of Nebulae and Clusters pod číslem 1351.

## Vlastnosti
Malý jas této hvězdokupy je způsoben její velkou vzdáleností od Země. Leží ve vzdálenosti kolem 5 070 parseků, tedy 16 500 světelných let, a leží tak na okraji Mléčné dráhy, v rameni Labutě. Proto je také silně zastíněna mezihvězdným prachem, který se rozprostírá podél směru pohledu ze Země.
NGC 2158 je nezvykle bohatá hvězdokupa nacházející se na nízké galaktické šířce, tedy blízko galaktického disku. Je to velmi starý objekt, její stáří se odhaduje na více než 1 miliardu let. Mnoho jejích nejhmotnějších hvězd se vyvinulo v červené obry a obsahuje také mnoho hvězd patřících do spektrálních tříd A, F a G. Metalicita jejích nejvyvinutějších hvězd je nižší vzhledem k metalicitě Slunce.